# Consecutio temporum
Consecutio temporum (latin: tidsfølge) er en fagbetegnelse inden for grammatikken for beskrivelsen af, hvilken tid (tempus) udsagnsordene står i i ledsætninger.
Fagbetegnelsen bruges mest i forbindelse med latinsk grammatik; men også andre sprog har deres regler. Udsagnsordet i en ledsætning kan stå i en tid, der afhænger af hovedsætningens tid, selv om det ikke svarer til den tid, der faktisk er tale om. (Tidligere kaldte man ledsætninger for bisætninger; så hvis nogen kender det sidste udtryk, er det altså det samme).
Professor Johan Nicolai Madvig skrev i midten af 19. århundrede i Latinsk Ordføiningslære: »Den forbigangne Tid betegnes i en conjunctivisk Bisætning i Forhold til Hovedsætningens Tid. (Denne Regel, og hvad deraf følger, kaldes i Almindelighed Reglen om consecutio temporum, Tidernes Følge).« (§ 382)

## Dansk eksempel
»Sagde du, at det var i morgen, du kom?«
Hovedsætningens verballed, sagde, udtrykker en reel datid. "Hvad sagde du for lidt siden?"
De to ledsætninger indeholder verballeddene var og kom, der står i datid; men de udtrykker begge noget fremtidigt (futurum). De står i datid, fordi ledsætningerne er underordnet en hovedsætning, der står i datid.
Consecutio temporum (grammatisk tidsfølge) drejer sig i vid udstrækning om, at udsagnsord nogle gange står i en anden tid i ledsætninger, end man kunne forvente ud fra simpel logik i forhold til det, der faktuelt udtrykkes.